# Чагарі Кутківецькі
Чагарі́ Кутківе́цькі — урочище, ботанічний заказник місцевого значення в Україні. Об'єкт природно-заповідного фонду Тернопільської області.

## Розташування
Розташований на території, підпорядкованій Тернопільській міській раді, між мікрорайоном Кутківці та селом Довжанка Тернопільського району Тернопільської області, у кварталах 20, 21 головного підприємства Тернопільського обласного управління лісового господарства, у межах лісового урочища «Чагарі Кутківецькі». З півдня попри заказник проходить Н02 Автошлях Н 02.

## Історія
Створений відповідно до рішення виконкому Тернопільської обласної ради № 360 від 22 липня 1977 року. Перебуває у віданні Тернопільського обласного управління лісового господарства.

## Характеристика
Площа 87 га.
Під охороною — лісовий масив як місце зростання лілії лісової, занесеної до Червоної книги України.

## Світлини

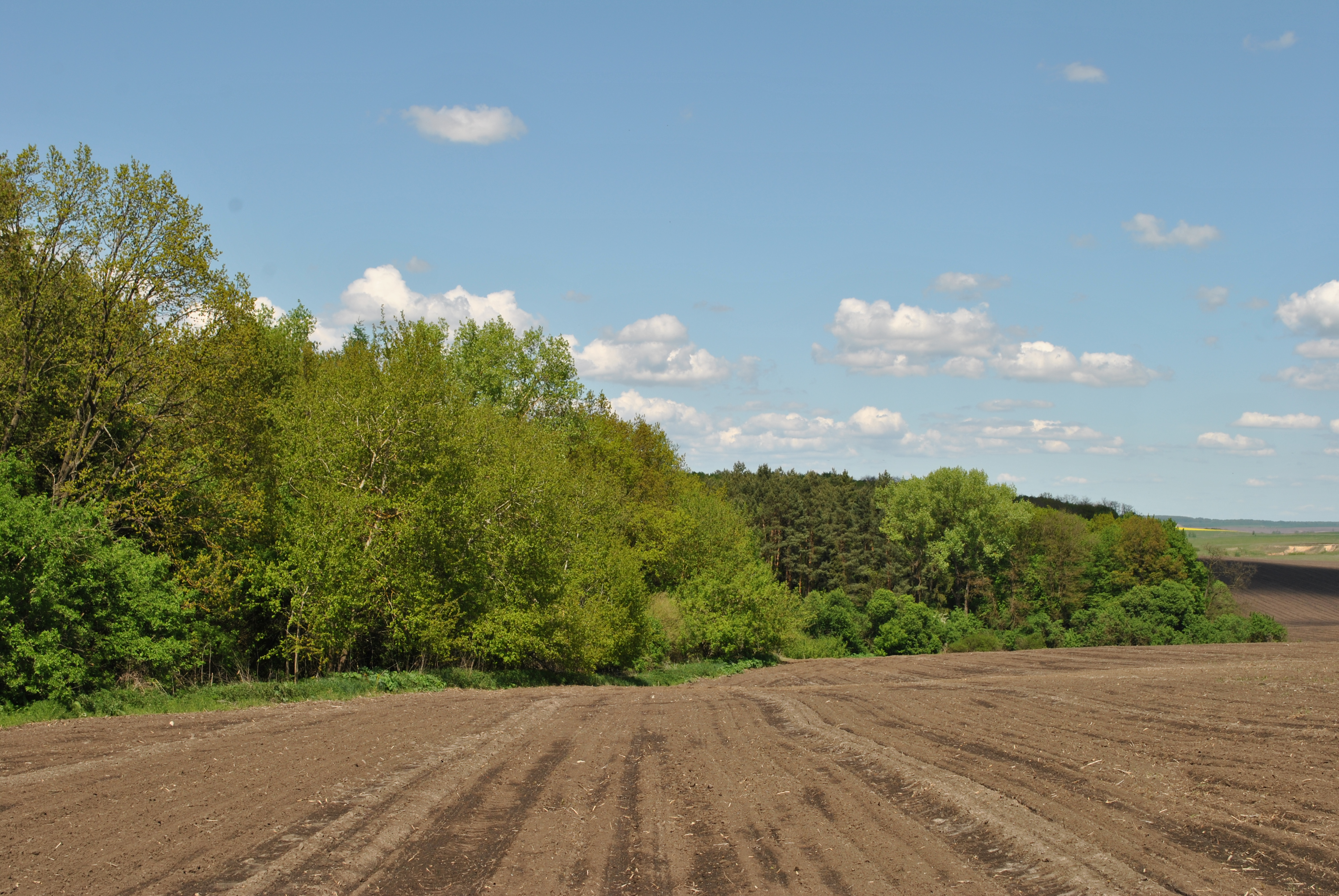
Вигляд з південного сходу
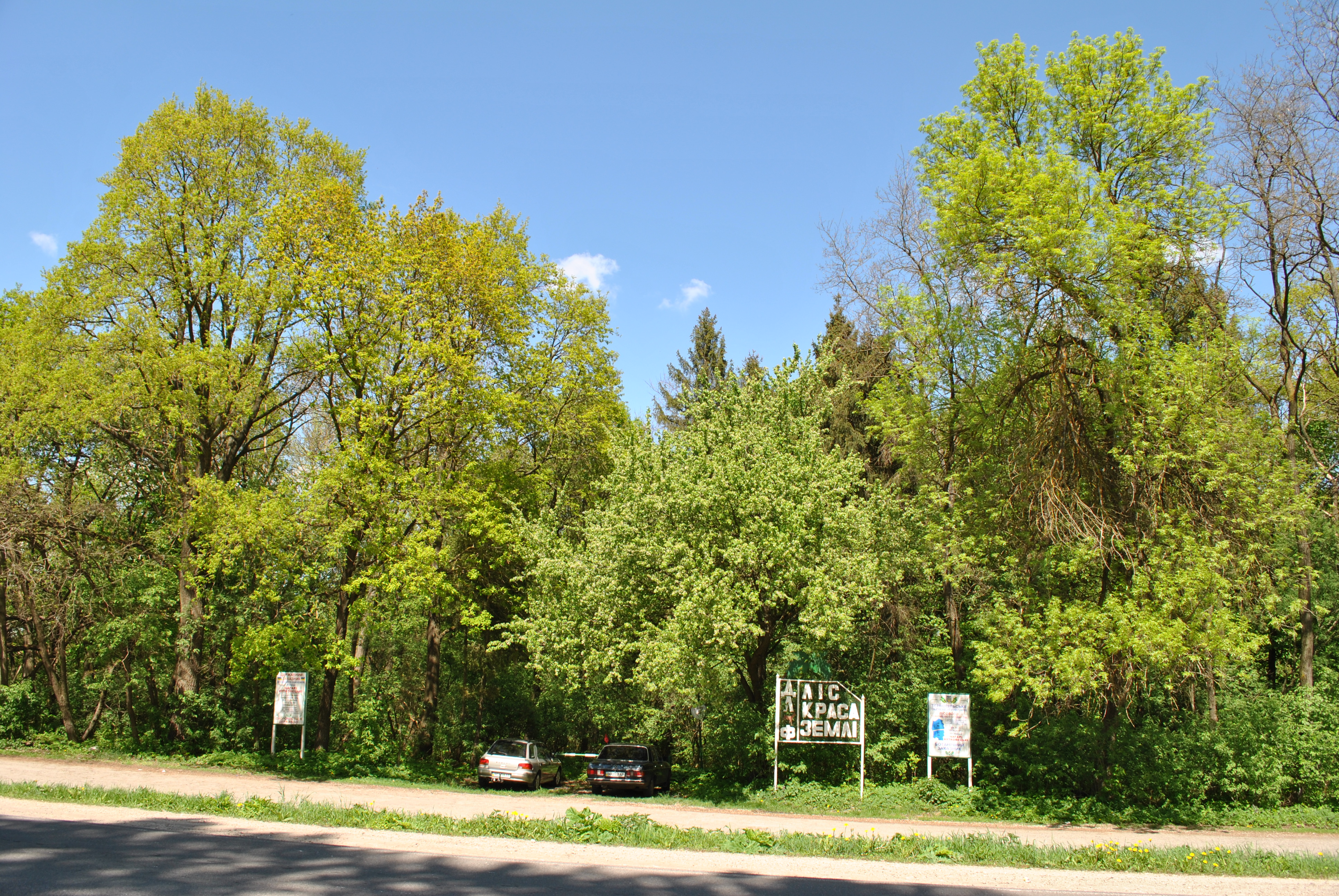
Вигляд з автошляху Н 02
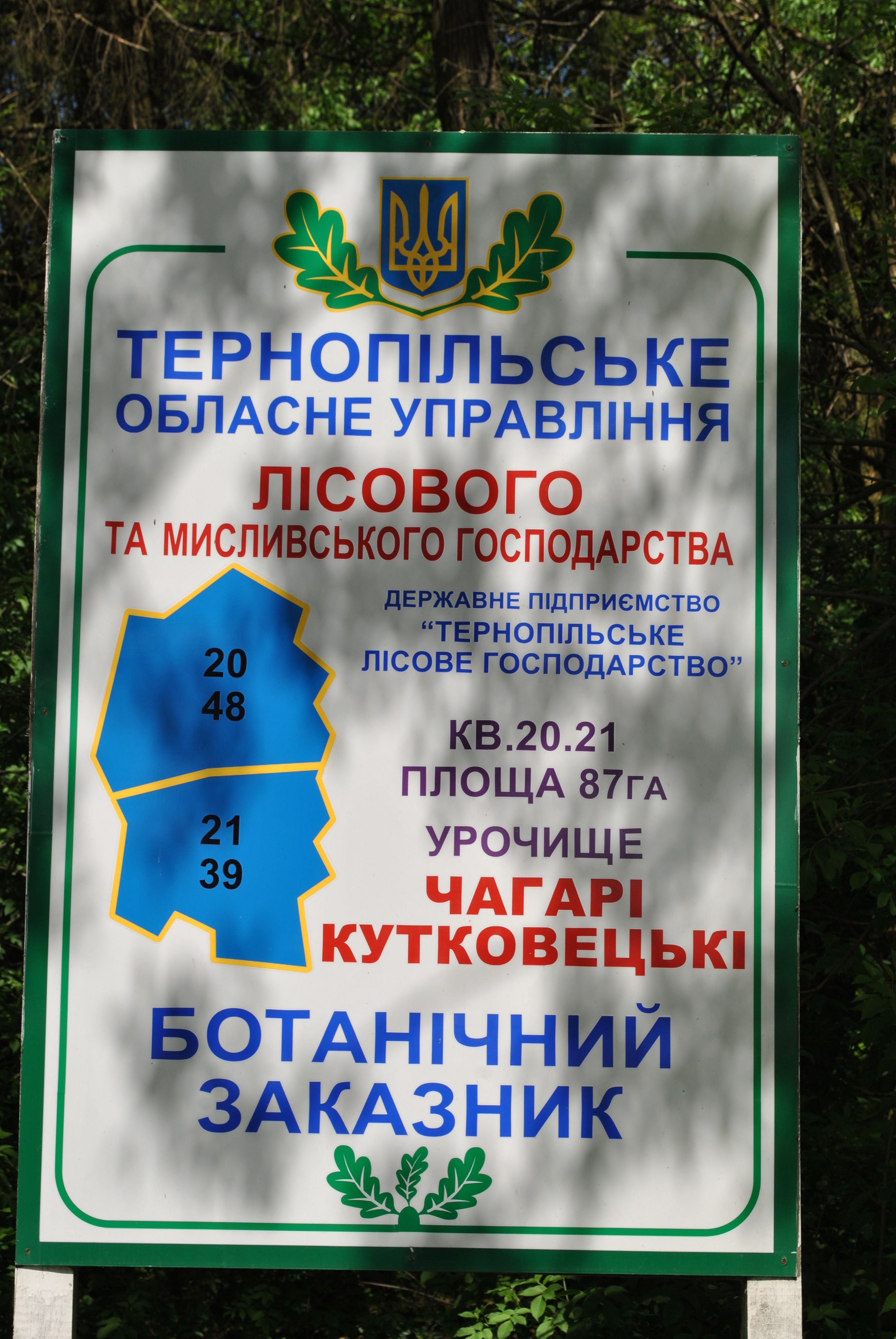
Охоронна таблиця
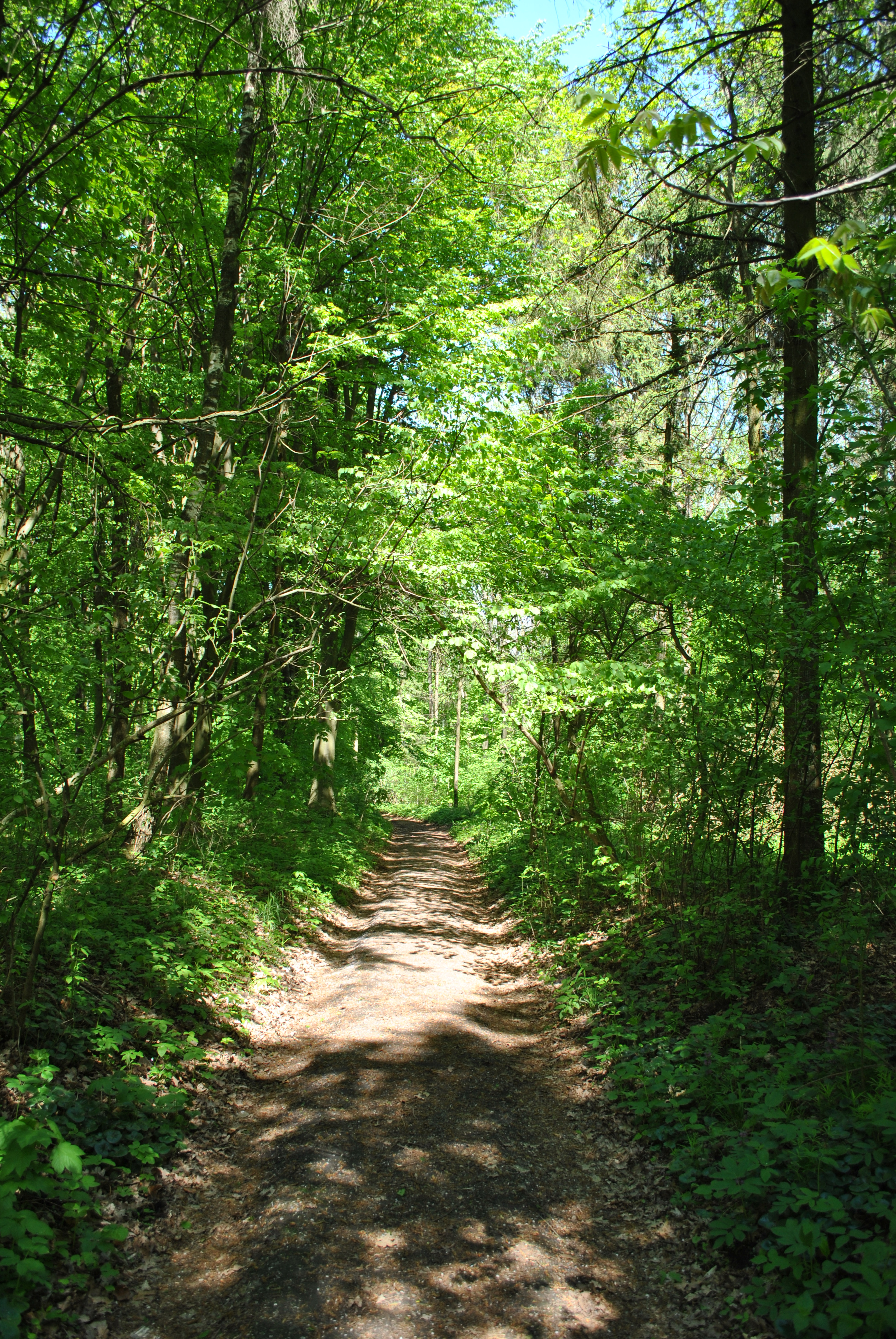
Лісова просіка
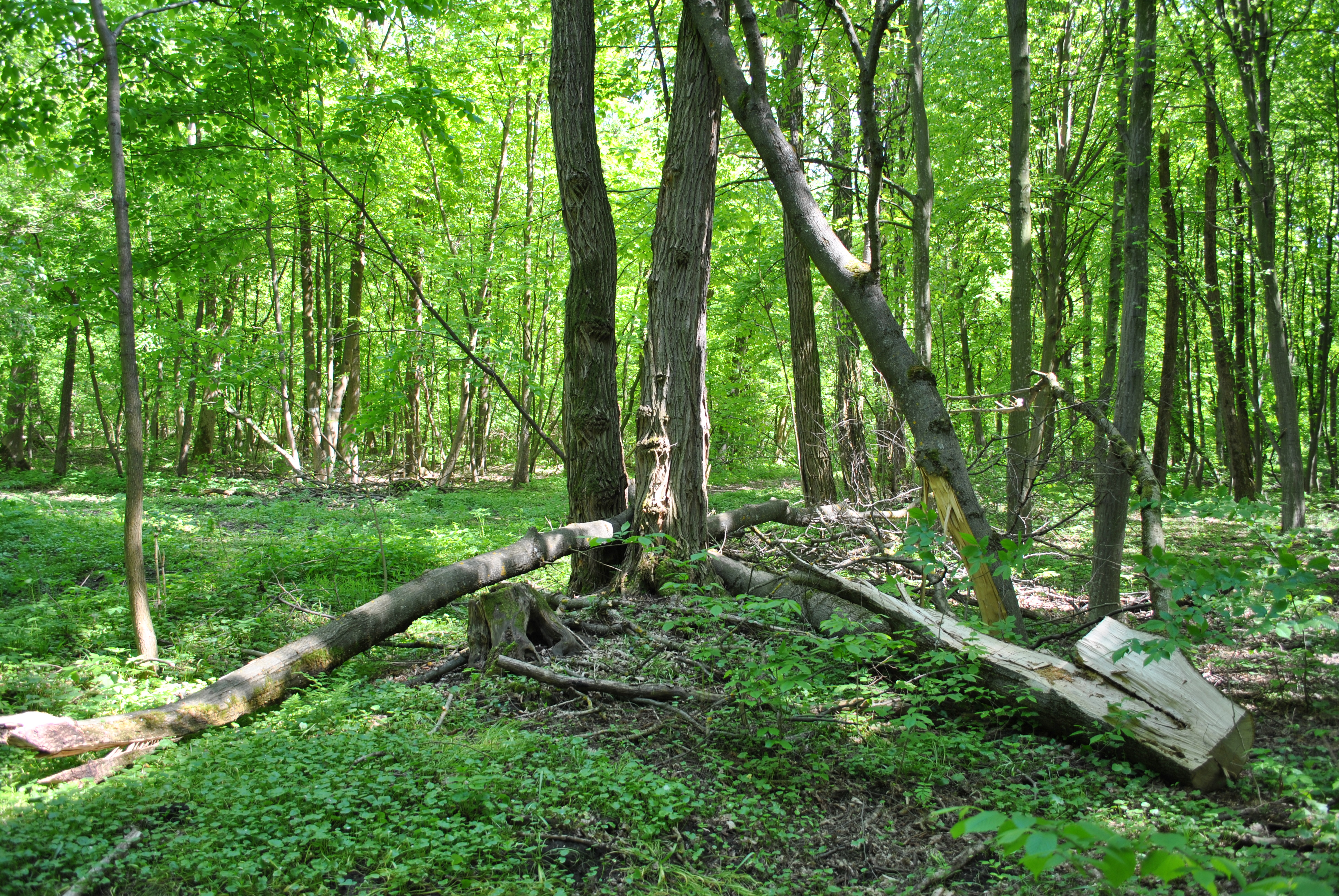
Залишки зрізаних дерев
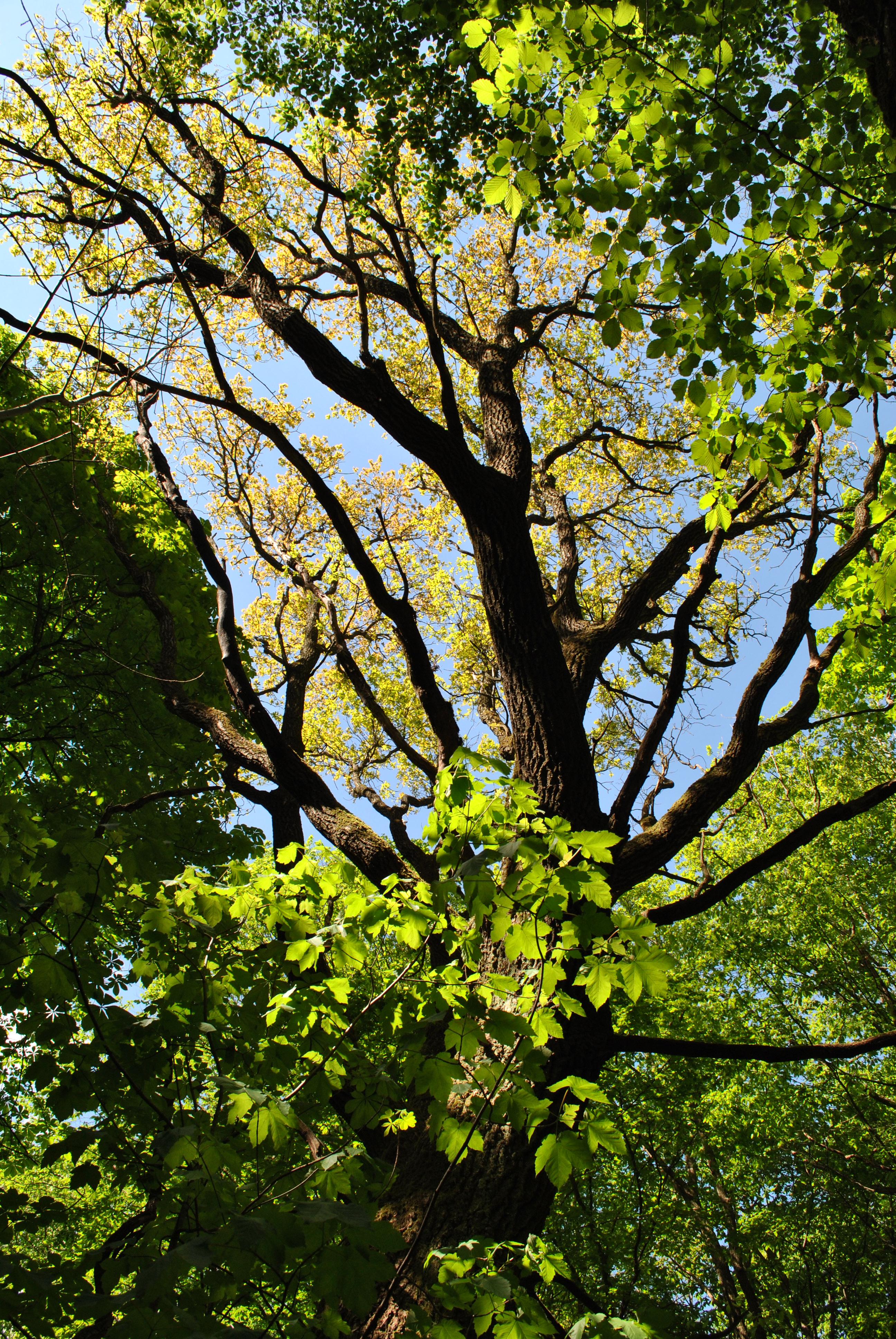
Крона одного з дубів
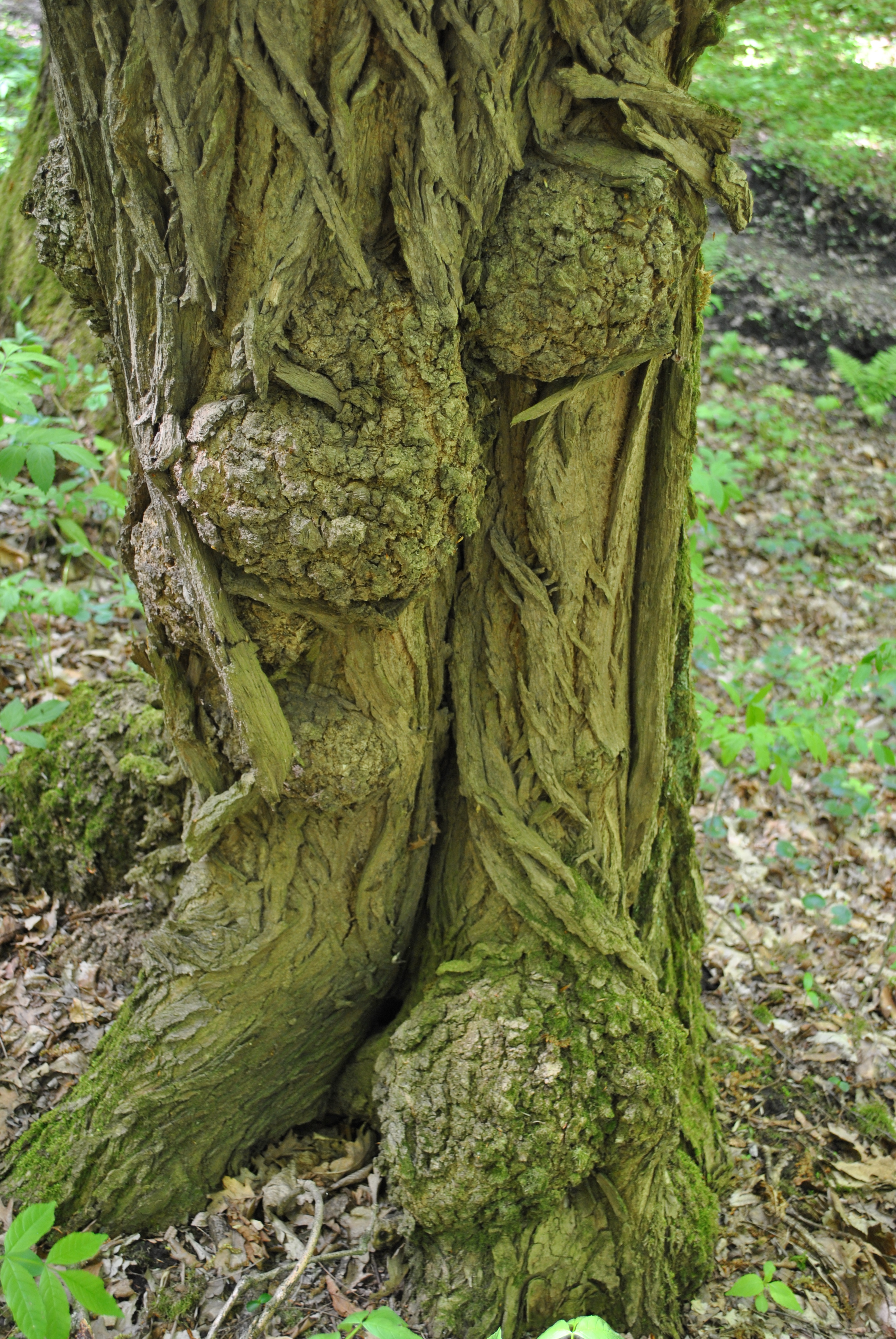
Стовбур акації
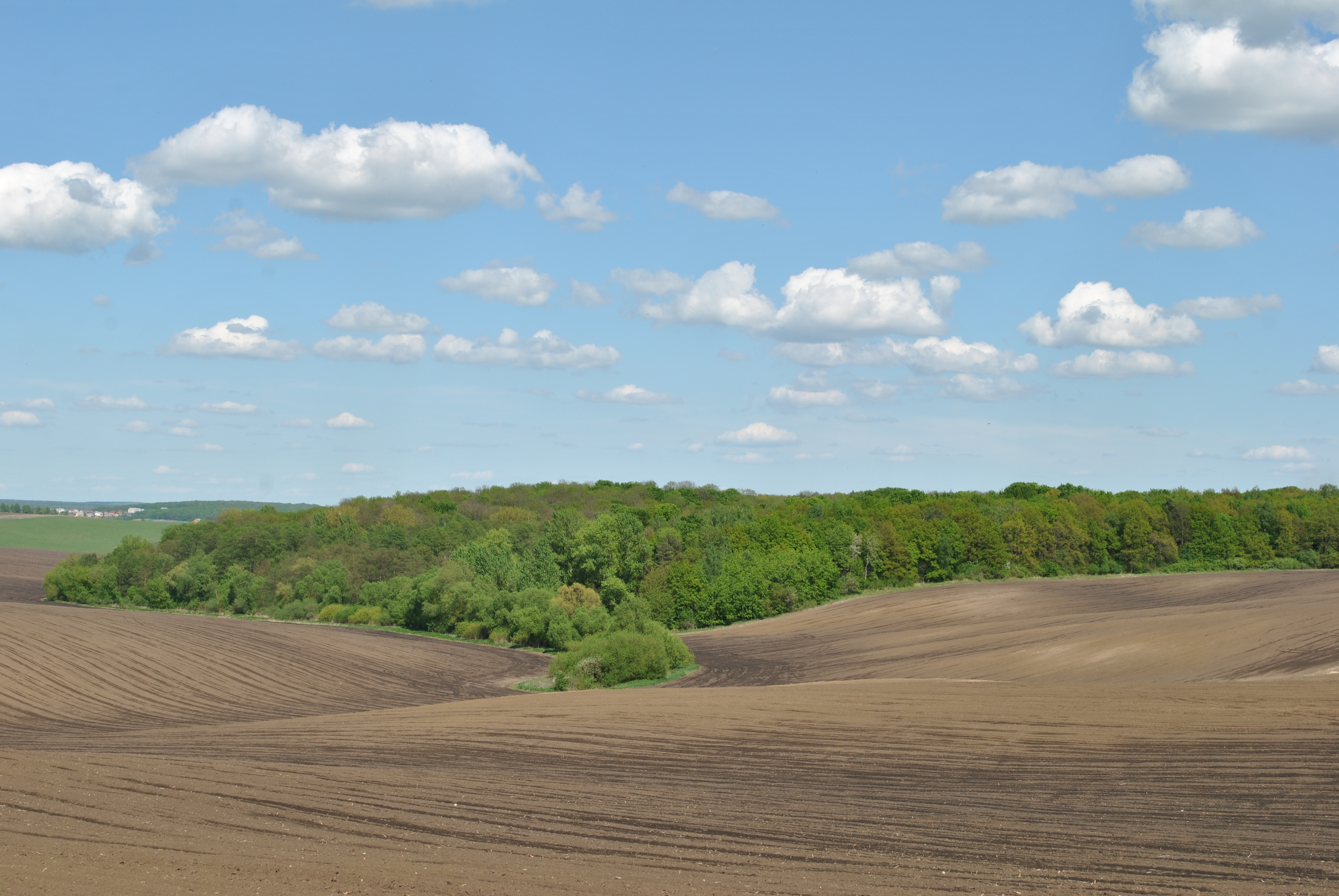
Вигляд з південного заходу
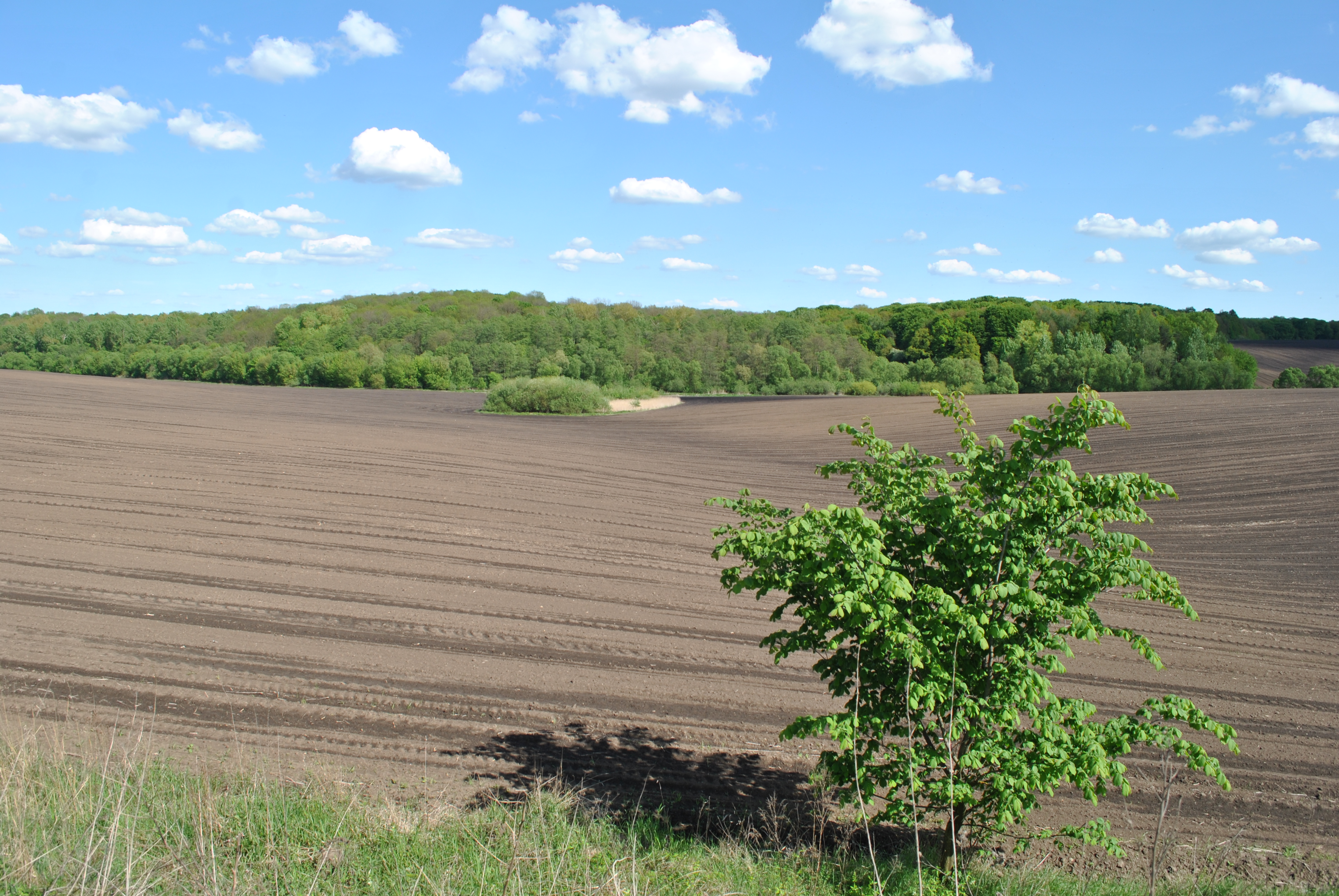
Вигляд з автошляху Р 41
- Нориця руда